# لامپ تخلیه در گاز

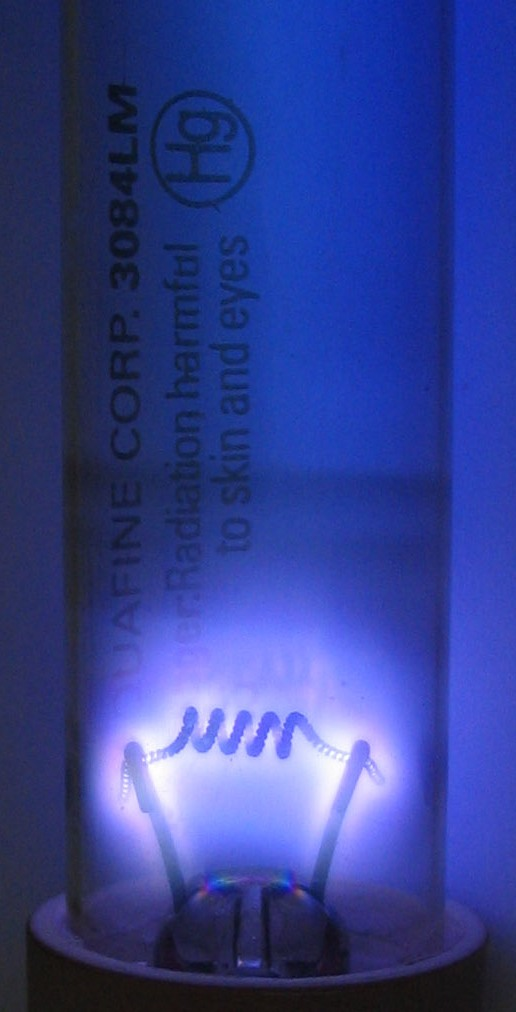
لامپ ضد باکتری یک نوع لامپ بخار جیوهٔ ساده است که در داخل یک محفظهٔ کوارتز تخلیه می‌شود.

لامپ تخلیه در گاز نوعی لامپ است که بر اثر گذشتن الکترونهای پرانرژی از داخل گاز نور تولید می‌کند. این الکترون‌ها به اتم‌های خنثی درون گاز برخورد می‌کنند و سبب تحریکشان می‌شوند و به اصلاح می‌گویند گاز برانگیخته می‌شود.

## تقسیم‌بندی
لامپ‌های تخلیه در گاز را از نظر روش تولید نور می‌توان به دو دسته تقسیم کرد، یکی دسته لامپ‌هایی که مستقیماً نور مرئی تولید می‌کنند مانند لامپ نئون و لامپ بخار سدیم، و دستهٔ دیگر لامپ‌هایی هستند که نور تولیدی آن‌ها غیرمرئی است و برای تولید نور مرئی در آن‌ها از تحریک یک جسم فلورسنت استفاده می‌شود که نمونهٔ رایج آن لامپ مهتابی است.
از سوی دیگر با توجه به فشار گاز داخل لامپ می‌توان این لامپ‌ها را به دو دستهٔ کم‌فشار (شامل لامپ‌های فلورسنت، فلورسنت فشرده (کم‌مصرف) و سدیمی کم‌فشار) و پرفشار (شامل لامپ جیوه‌ای پرفشار، متال هالید و سدیمی پرفشار) تقسیم کرد.

## نیاز به تدابیر کنترلی
لامپ تخلیه در گاز را نمی‌توان مستقیماً به منبع تغذیه الکتریکی متصل کرد زیرا در این لامپ‌ها با افزایش یونیزاسون گاز، مقاومت الکتریکی آن کاهش می‌یابد، با کاهش مقاومت الکتریکی جریان افزایش خواهد یافت که خود موجب افزایش بیشتر یونیزاسیون می‌شود و این چرخه به سرعت ادامه پیدا می‌کند به طوری که اگر به ترتیبی از لامپ محافظت نشود در کمتر از یک ثانیه لامپ خواهد سوخت. برای محافظت لامپ از یک مقاومت یا امپدانس (چُوک، Choke یا بالاست، Ballast) که با لامپ سِری می شود، استفاده می‌کنند. در لامپ‌های تخلیه‌ای که با جریان متناوب تغذیه می‌شوند می‌توان از خودالقا استفاده کرد، اما در لامپ‌های تخلیهٔ جریانِ مستقیم به‌ناچار باید از مقاومت استفاده نمود که باعث هرز رفتن توان می‌شود.

## رنگ‌ها
| گاز                | رنگ                                                                                  | طیف                             | یادداشت‌ها                                                                                        | تصویر |
| ------------------ | ------------------------------------------------------------------------------------ | ------------------------------- | ------------------------------------------------------------------------------------------------ | ----- |
| هلیم               | سفید تا نارنجی؛ تحت برخی شرایط خاکستری، آبی، یا سبز-آبی.                             |                                 | توسط هنرمندان برای نورپردازی‌های ویژه استفاده می‌شود.                                              |       |
| نئون               | شنگرفی                                                                               |                                 | نور شدید. استفاده از آن در لامپ نئون و تابلوهای نئون رایج است.                                   |       |
| آرگون              | بنفش متمایل به آبی رنگ پریده سنبلی                                                   |                                 | معمولاً به همراه بخار جیوه استفاده می‌شود.                                                         |       |
| کریپتون            | خاکستری کرم تا سبز. در جریان‌های دارای دامنهٔ زیاد، آبی-سفید روشن                      |                                 | توسط هنرمندان برای نورپردازی‌های ویژه استفاده می‌شود.                                              |       |
| زنون               | خاکستری یا آبی-خاکستری سفید کمرنگ. در جریان‌های دارای دامنهٔ زیاد، سبز-آبی بسیار روشن. |                                 | در فلاشها، لامپ زنون اچ‌آی‌دی، و لامپ قوسی زنون استفاده یم‌شود.                                     |       |
| نیتروژن            | شبیه به آرگون اما مات‌تر، صورتی بیشتر؛ در جریان‌های دارای دامنهٔ زیاد آبی-سفید روشن.    |                                 |                                                                                                  |       |
| اکسیژن             | بنفش تا بنفش کمرنگ، مات‌تر از آرگون                                                   |                                 |                                                                                                  |       |
| هیدروژن            | بنفش کمرنگ در جریان‌های پایین، صورتی تا سرخابی در بالای 10 میلی‌آمپر                   |                                 |                                                                                                  |       |
| بخار آب            | مشابه هیدروژن، مات‌تر                                                                 |                                 |                                                                                                  |       |
| کربن دی‌اکسید       | آبی-سفید تا صورتی، در جریان‌های کم از زنون روشن‌تر است                                 |                                 | در لیزر دی‌اکسید کربن استفاده می‌شود.                                                              |       |
| بخار جیوه          | آبی روشن، فرابنفش شدید                                                               | بخش فرابنفش نمایش داده نشده است | در ترکیب با فسفر برای تولید بسیاری از رنگ‌ها به کار می‌رود. استفادهٔ گسترده در لامپ بخار جیوه دارد. |       |
| بخار سدیم (کم‌فشار) | نارنجی-زرد روشن                                                                      |                                 | استفادهٔ گسترده در لامپ بخار سدیم دارد.                                                           |       |